# حمد الدوسري (لاعب كرة قدم سعودي)
حمد مرشد الدوسري (مواليد 11 مارس 1994) هو لاعب كرة قدم سعودي يلعب في النادي العربي.

## مسيرة اللاعب
مثل نادي الجندل ونادي النصر في الفئات السنية ولعب بعدها مع نادي العروبة ونادي العدالة ونادي العين ونادي الخليج والنادي العربي.

## روابط خارجية
- حمد مرشد الدوسري على موقع Soccerway.com (الإنجليزية)
- حمد مرشد الدوسري على موقع كووورة